# Istigfar
En el islam, istigfar (en árabe: اِسْتِغْفَار‎, romanizado: istiḡfār, lit. 'Perdón') representa un acto de suplicar el perdón a Dios. Es una de las partes fundamentales de la veneración en la religión islámica. Normalmente, este acto se lleva a cabo repitiendo «pido perdón a Alá (Dios)» o astagfirulá (en árabe: أَسْتَغْفِرُ اللّٰهَ‎, romanizado: ʔastaḡfiru llāha, lit. 'Pido perdón a Dios') o en una oración más larga «que me perdone Dios, mi señor, y regreso a él (arrepentido) (en árabe: أَسْتَغْفِرُ ٱللَّٰهَ رَبِّي وَأَتُوبُ إِلَيْهِ‎, romanizado: astaghfiru llāha rabbī wa-atūbu ilayhi).
Astagfirulá también se usa para expresar incredulidad, sorpresa, desaprobación o vergüenza sobre algo o alguien.
- Datos: Q3679340
- Multimedia: Istighfar / Q3679340